# هرتسبرگ (اوست‌پریگنیتس-روپین)
هرتسبرگ (به آلمانی: Herzberg) یک شهر در آلمان است که در اوست‌پریگنیتس-روپین واقع شده‌است. هرتسبرگ ۶۶۷ نفر جمعیت دارد.